# Liste der Einträge im National Register of Historic Places im Macon County (Alabama)
Die Liste der Registered Historic Places im Macon County führt alle Bauwerke und historischen Stätten im Macon County in Alabama auf, die in das National Register of Historic Places aufgenommen wurden.

## Aktuelle Einträge
| Lfd. Nr. | Name                                                  | Bild | Datum der Eintragung | Adresse/Lage                                                                         | Ort                | ID-Nr.   | Beschreibung |
| -------- | ----------------------------------------------------- | ---- | -------------------- | ------------------------------------------------------------------------------------ | ------------------ | -------- | ------------ |
| 1        | Archeological Site No. 1MC110                         |      | 14. Dez. 1985        | Address Restricted                                                                   | Tuskegee           | 85003118 |              |
| 2        | Atasi Site                                            |      | 18. Apr. 1977        | Address Restricted                                                                   | Shorter            | 77000210 |              |
| 3        | Butler Chapel African Methodist Episcopal Zion Church |      | 28. Aug. 1995        | 1002 N. Church St.                                                                   | Tuskegee           | 95001022 |              |
| 4        | Creekwood                                             |      | 13. Apr. 1989        | Society Hill Rd., 0.4 mi. N of Co. Hwy. 10                                           | Creekstand         | 89000310 |              |
| 5        | Grey Columns                                          |      | 11. Jan. 1980        | 399 Old Montgomery Rd.                                                               | Tuskegee           | 80000364 |              |
| 6        | Macon County Courthouse                               |      | 17. Nov. 1978        | E. Northside and N. Main Sts.                                                        | Tuskegee           | 78000495 |              |
| 7        | Main Street Historic District                         |      | 12. März 1984        | Main St.                                                                             | Tuskegee           | 84000650 |              |
| 8        | North Main Street Historic District                   |      | 7. März 1985         | 600, 615, 616 N. Main, 101, 110 E. Water, 700 Water, 701 Maple and 811 N. Maple Sts. | Tuskegee           | 85000445 |              |
| 9        | Shiloh Missionary Baptist Church and Rosenwald School |      | 22. Juni 2010        | 7 Shiloh Rd                                                                          | Notasulga          | 10000522 |              |
| 10       | Tuskegee Airmen National Historic Site                |      | 6. Nov. 1998         | c/o Tuskegee Institute, PO Drawer 10                                                 | Tusgegee Institute | 01000284 |              |
| 11       | Tuskegee Institute National Historic Site             |      | 15. Okt. 1966        | 1 mi. NW of Tuskegee on U.S. 80                                                      | Tuskegee           | 66000151 |              |